# Lubnia
Lubnia (kaszub. Lubniô, niem. Lubnia, dawniej Lubline) – wieś kaszubska w Polsce położona w województwie pomorskim, w powiecie chojnickim, w gminie Brusy w pobliżu drogi wojewódzkiej nr 235. Na wschód od Lubni znajduje się rezerwat przyrody Bór Chrobotkowy. Lubnia posiada kilka połączeń kolejowych z Kościerzyną (przez Lipusz) i z Chojnicami (przez Brusy).
Wieś królewska Lubnie położona była w II połowie XVI wieku w powiecie tucholskim województwa pomorskiego. W latach 1954–1961 wieś należała i była siedzibą władz gromady Lubnia, po jej zniesieniu w gromadzie Leśno. W latach 1975–1998 miejscowość administracyjnie należała do województwa bydgoskiego.
We wsi jest przystanek kolejowy Lubnia.
W miejscowości działa klub piłkarski KS Sokół Lubnia.

## Urodzeni w Lubni
- Konstantyn Krefft – polski prezbiter katolicki, doktor, Sługa Boży Kościoła katolickiego, ofiara KL Stutthof[5].